# テラプレビル
テラプレビル（Telaprevir）は、セリンプロテアーゼ阻害作用を持つ抗ウイルス薬に分類される。テラプレビルはC型肝炎ウイルスのNS3.4Aセリンプロテアーゼへの選択性が高い。遺伝子型1型（1a、1b）または2型（2a、2b）のウイルスに対してのみ有効性・安全性が確認されており、他のタイプのウイルスへの効果は明らかではない。C型肝炎の治療薬である。標準治療であるペグインターフェロンとリバビリンの併用療法は1型C型肝炎には効果が弱い。商品名テラビック。田辺三菱製薬が創薬した。開発コードMP-424、VX-950。日本ではC型肝炎ウイルスに対する最初の直接作用型抗ウイルス薬（Direct-Acting Antiviral: DAA）として2011年から2017年に使用された（現在販売終了）。

## 効能・効果
日本
血清型1群（遺伝子型 1a、1b）ウイルスに対して
血中HCV RNA量が高値の未治療患者またはインターフェロンを含む治療法が無効または再燃となった患者でのウイルス血症の改善
血清型2群（遺伝子型 2a、2b）ウイルスに対して
インターフェロン製剤の単独療法またはリバビリンとの併用療法で無効または再燃となった患者でのウイルス血症の改善
米国
遺伝子型1型の慢性C型肝炎の治療

## 臨床試験から承認まで
無作為化比較臨床試験（PROVE3）は、ペグインターフェロンα-2a・リバビリン併用療法が無効となった患者を対象にして、テラプレビルを追加する事でウイルス学的著効（SVR）が得られるかどうかを追加しない群と比較した試験である。ペグインターフェロンα-2a・リバビリンを1年間継続した患者では、テラプレビルの追加24週間でSVR率53%であり、テラプレビル非追加群では14%であった。同試験では治療期間を短縮し3ヶ月のテラプレビル投与およびペグインターフェロンα-2a・リバビリン6ヶ月を投与した際のSVR率は51%であった。2つ目の無作為化比較臨床試験（REALIZE）は、再燃またはPRの患者を対象に実施され、テラプレビル治療群のSVR率83〜88%、対照群24%であった。3つ目の無作為化比較臨床試験（ADVANCE）は前治療歴のない患者を対象としたもので、テラプレビル投与群のSVR率は69〜75%、対照群は44%であった。
2011年4月、FDA諮問委員会は賛成18票vs反対0票で遺伝子型1型の慢性C型肝炎の治療へのテラプレビルの使用を承認した。委員会は臨床試験のデータ（ADVANCE、ILLUMINATE、REALIZE試験を含む）を精査し、テラプレビルをペグインターフェロン・リバビリンと併用する事で標準治療に比べてより速くより高い治癒率が得られるとした。この改善は、遺伝子型1型HCV感染者、肝硬変患者、インターフェロン治療が奏効しなかった患者にとって注目すべきものである。テラプレビルは2011年5月にFDAに承認された。
日本でも血清型1群のC型肝炎について第III相臨床試験を実施:19し、2011年9月に未治療の血清型1群C型肝炎について承認された後、血清型1群C型肝炎の無効・再燃についての第III相臨床試験2本と血清型2群のC型肝炎についての第III相臨床試験2本を実施し、2014年9月に承認された。

## 遺伝子多型
宿主の遺伝子が、急性C型肝炎ウイルス感染からの回復の際だけでなくインターフェロン療法でウイルス学的著効（SVR）を達成する際にも重要な役割を担う事が19番染色体の2ヶ所の単一塩基の遺伝的多型の発見から裏付けられた。インターロイキン-28B遺伝子の3kb上流にある劣性の対立遺伝子rs8099917と隣接する多型rs12979860は内在性抗ウイルスサイトカインIFN-λをコードするが、自然免疫がウイルスを排出してSVRとなる過程に関係する。この対立遺伝子の存在率には人種差があり、それを人種間のSVR率の差の説明とすることができる。この遺伝子多型の一つを検出する臨床検査があり、患者がSVRとなるか否かを良い精度で予測することができる。恐らくより重要な事は、その臨床検査が慢性・急性の個々の患者に対して最適な治療法と治療期間を選択する一助になり得る事であろう。

## 副作用
日本国内の臨床試験では、全例に副作用が発現した。
テラプレビル・ペグインターフェロン・リバビリン併用時に発現し得る重大な副作用は、
- 中毒性表皮壊死融解症（Toxic Epidermal Necrolysis：TEN）、皮膚粘膜眼症候群（Stevens-Johnson症候群）（1%未満）、多形紅斑（1%未満）、薬剤性過敏症症候群（Drug-induced hypersensitivity syndrome: DIHS）（1%未満）、
- 急性腎不全、貧血（1%未満）、ヘモグロビン減少、敗血症（1%未満）、汎血球減少（1%未満）、無顆粒球症、好中球減少、血小板減少、白血球減少、肺塞栓症、血栓塞栓症（1%未満）、
- 失神、せん妄（1%未満）、意識消失、躁状態、抑うつ、呼吸困難、
- 網膜症、白内障（1%未満）、自己免疫現象（甲状腺機能異常、甲状腺炎、溶血性貧血、関節リウマチ等）、糖尿病、重篤な肝機能障害（1%未満）、横紋筋融解症（1%未満）、間質性肺炎、消化管出血（下血，血便等）、消化管潰瘍

である。
5%以上に発現する副作用は、発疹（38.2%）、脱毛症（33.0%）、薬疹、瘙痒症、湿疹、紅斑、貧血（87.3%）、白血球数減少（68.1%）、血小板数減少（62.6%）、好中球数減少、発熱（80.0%）、倦怠感（60.0%）、インフルエンザ様症状、頭痛（37.1%）、味覚異常、不眠症、浮動性めまい、食欲減退（44.9%）、悪心、嘔吐、腹部不快感、下痢、口内炎、便秘、口渇、口唇炎、血中ビリルビン増加、血中クレアチニン増加（31.2%）、関節痛、筋肉痛、背部痛、咳嗽、血中尿酸増加（53.2%）、血中トリグリセリド増加、高尿酸血症、脂質異常症、ヒアルロン酸増加（41.8%）、注射部位紅斑、注射部位反応、血中リン減少、血中カリウム減少である。
重篤な皮膚反応は時に致死的となるので、FDAは製造業者に対して添付文書への黒枠警告設置を指示した。業者は警告欄を設置したが、FDAは、2名が皮膚障害で死亡し、計112名の患者で2種類のいずれかの皮膚反応が発現していると報告した。

## 注
1. ↑  ウイルス量は1⁄100以下に低下するが完全消失はしていない状態。